# Bivacco Carlo Villata
Il bivacco Carlo Villata è un bivacco situato nel comune di Crissolo (CN), in Valle Po, nelle Alpi Cozie, a 2680 m s.l.m.

## Storia
Il rifugio è dedicato a Carlo Villata (?-1957), alpinista, torinese, morto tragicamente in una scalata sull'Aiguille du Chardonnette.
Nel 2019 e nel 2020 in seguito a diverse frane e scariche di pietre nella zona del bivacco il CAI ha dichiarato inutilizzabile il bivacco per l'instabilità della roccia. Il bivacco non sembra aver riportato danni diretti e non ci sono stati feriti anche perché il bivacco era già chiuso per i provvedimenti presi dal club per contrastare la pandemia di covid-19 in Italia.

## Caratteristiche e informazioni
Il bivacco venne posizionato sullo sperone che si innalza tra il Canalone Coolidge e la parete NordEst del Monviso nel 1958 dalla Società alpinistica Falchi di Torino, che poi quando si sciolse lo cedette al CAI Uget nel 1972.
In quanto bivacco non è gestito ed è aperto tutto l'anno, l'unica fonte d'acqua disponibile è quella di fusione.

## Accessi
L'accesso avviene partendo dal Pian del Re (2020 m s.l.m.) in circa due ore e trenta seguendo dapprima il sentiero per il rifugio Quintino Sella al Monviso. Una volta raggiunto il lago Chiaretto (2261 m s.l.m.) a destra verso il grande cono nevoso sottostante il Canalone di Coolidge. Da qui è visibile lo sperone dov'è ubicato il bivacco (difficoltà PD, rischio di caduta di pietre).

## Ascensioni
Normalmente viene usato per pernottare la notte antecedente l'ascensione della parete nord del Monviso. Si possono anche raggiungere le Cadreghe di Viso e il Visolotto.

## Traversate
- Rifugio Quintino Sella al Monviso (2640 m s.l.m.) - 1.30 h
- Rifugio Vitale Giacoletti (2741 m s.l.m.) - 2.00 h